# Estabilitat econòmica
En macroeconomia, l' estabilitat econòmica  es refereix a tota situació caracteritzada per l'absència de grans variacions en el nivell de producció, renda i ocupació, juntament amb poca o nul·la inflació (variació de preus).

## Introducció
En general es considera que l'estabilitat econòmica és una situació desitjable perquè en un període d'estabilitat la incertesa a la qual s'enfronten els agents econòmics és molt menor. I atès que en general els agents econòmics tenen aversió al risc, l'existència d'incerteses dificulta l'activitat econòmica, comportant desajustos temporals i en general inseguretat social i una caiguda dels nivells de renda. L'estabilitat econòmica es reflecteix en la constància o escassa variació en el temps de tres aspectes conceptualment independents encara que econòmicament relacionats:
- Nivell d'ocupació[1]
- Nivell general de preus[2]
- Equilibri en la balança de pagaments[3]

L'alta variabilitat del nivell d'ocupació es tradueix en crisi econòmica quan el nivell decau, els nivells de preus fortament decreixents comporten deflació que sol anar acompanyada de decaïment de l'activitat econòmica i en general atur creixent. Finalment el desequilibri en la balança de pagaments pot comportar atacs financers especulatius, devaluacions de la moneda i alteració dels nivells de preus.